# Neferkamin
Neferkamin var en farao i Egyptens åttonde dynasti under första mellantiden. Namnet är endast känt från Abydoslistan där tecknet för Min (Gardiner R22) misstogs för ett "S" (Gardiner O34), så namnet skrevs som Se-nefer-ka istället för Nefer-ka-min.  En guldtablett i British Museum i London innehåller det korrekta namnet Neferkamin.

## Fotnoter
1. ↑   Felstavning baserad på Abydoslistan.
2. ↑  Tecknet för "Min" lästes felaktigt som "S" när listan tillverkades.

| Företrädare Merenhor | Kung av Egypten 8:e dynastin | Efterträdare Nikara I |